# Ratpenat de bigotis de Wagner
El ratpenat de bigotis de Wagner (Pteronotus personatus) és una espècie que es troba a Sud-amèrica i a Centreamèrica.

## Taxonomia
Sovint ha estat situat dins del subgènere Chilonycteris, encara que estudis moleculars recents suggereixen que representa un subgènere sense nom.